# Leiopelmatidae
Famille
Les Leiopelmatidae sont une famille d'amphibiens. Elle a été créée par George Jackson Mivart en 1869.

## Répartition
Les espèces de son genre sont endémiques de Nouvelle-Zélande.

## Liste des genres
Selon Amphibian Species of the World (10 juin 2017) :
- Leiopelma Fitzinger, 1861

et le genre fossile :
- Vieraella Reig, 1961

## Publication originale
- Mivart, 1869 : On the Classification of the Anurous Batrachians. Proceedings of the Zoological Society of London, vol. 1869, p. 280-295 (texte intégral).